# Syndrome de sevrage aux benzodiazépines
 Mise en garde médicale
Le syndrome de sevrage aux benzodiazépines est l'ensemble des signes cliniques et symptômes se manifestant lorsqu'une personne qui consomme des benzodiazépines, à des fins thérapeutiques ou bien récréatives, et qui a développé une dépendance physique, diminue le dosage ou bien met fin à la prise. La dépendance physique et les symptômes de sevrage peuvent survenir même au cours d'un traitement prescrit médicalement, certains peuvent perdurer des années durant. Le syndrome de sevrage est caractérisé par des perturbations du sommeil, une irritabilité, une tension physique accrue ainsi que de l'anxiété, des attaques de panique, des tremblements, des sueurs, des difficultés de concentration, de la confusion et des troubles cognitifs, des problèmes de mémoire, des haut-le-cœur et des nausées, de la perte de poids, des palpitations, des maux de têtes et douleurs musculaires parfois accompagnées de raideurs, des changements dans la perception pouvant inclure des hallucinations, des manifestations psychotiques ainsi que des crises épileptiques. Enfin, on observe un risque accru de suicide (voir "signes et symptômes"). Ces symptômes ont une propension à fluctuer, ils varient par leur sévérité selon les jours ou les semaines plutôt que de diminuer de façon stable et monotone.
Il s'agit d'un état potentiellement grave, complexe et dont l'évolution est souvent de longue durée,. Une utilisation à long terme, définie comme une utilisation quotidienne pendant au moins trois mois n'est pas souhaitable en raison du risque accru de dépendance associé, d'augmentation des doses, de perte d'efficacité, de risque accru d'accidents et de chutes, en particulier pour les personnes âgées, ainsi que de troubles cognitifs, neurologiques et intellectuels. L'utilisation d'hypnotiques à courte durée d'action, tout en étant efficace pour l'endormissement, induit des dégradations durant la seconde phase de sommeil en raison des effets de sevrage. Dans tous les cas, les utilisateurs à long terme de benzodiazépines ne devraient pas être contraints ou forcés au sevrage.
Le sevrage aux benzodiazépines est potentiellement grave et peut être à l'origine de symptômes potentiellement mortels, tels que des convulsions, en particulier lorsque la dose est réduite de manière abrupte (sevrage dit "cold turkey" en anglais) ou trop rapide et lorsque la dose d'origine est élevée ou l'utilisation de longue date. Des réactions sévères peuvent se manifester malgré une réduction progressive de la dose, ou à partir de doses relativement faibles chez des utilisateurs de courte durée. Chez des modèles animaux, il a été démontré qu'une seule dose importante de benzodiazépine peut provoquer des signes visibles de dépendance,. Quelques personnes décrivent des symptômes de sevrage qui persistent à un niveau subaigu durant des mois ou des années après cessation de la prise : le syndrome prolongé de sevrage aux benzodiazépines, mais l'existence de ce syndrome est encore sujette à caution. 
L'exposition chronique aux benzodiazépines provoque un ensemble d'adaptations qui contrecarrent les effets du médicament, ce qui entraîne une tolérance et une dépendance. Même sans réduction de posologie, l'utilisation prolongée de benzodiazépines peut entraîner des symptômes comparables au sevrage, en particulier entre chaque dose. Lorsque le médicament est arrêté ou le dosage réduit, des symptômes de sevrage peuvent persister jusqu'à disparition des adaptations physiologiques résultantes. Cet effet rebond peut entraîner des symptômes identiques à ceux pour lesquels le médicament a été initialement prescrit, ou peut faire partie du processus de sevrage. Dans de graves cas, le syndrome de sevrage peut s'exacerber et ressembler à des troubles psychiatriques et médicaux sévères, tels que la manie, la schizophrénie et, en particulier pour ce qui est des doses élevées, les troubles épileptiques. La non-reconnaissance du syndrome de sevrage peut entraîner la confusion de celui-ci avec des troubles psychiques, ce qui amène parfois le médecin à renouveler le traitement, souvent à des doses plus élevées.
La prise de conscience du syndrome de sevrage, la mise en place de stratégies de réduction progressive individualisées en fonction de la sévérité du sevrage, l'accompagnement du patient et l'orientation de celui-ci vers des groupes de soutien pour le sevrage aux benzodiazépines[Lesquels ?] augmentent nettement le taux de succès,.

## Signes cliniques et symptômes
Les effets de sevrage causés par l'arrêt de sédatifs-hypnotiques, tels que les benzodiazépines, les barbituriques ou l'alcool, peuvent entraîner de graves complications. L'interruption de la prise de benzodiazépines est parfois citée comme étant plus dangereuse que celle des opioïdes. Les utilisateurs reçoivent en général peu de conseils et de soutien durant l'arrêt. Certains symptômes de sevrage sont identiques aux symptômes pour lesquels le médicament a été initialement prescrit et peuvent être aigus ou prolongés. Le début des symptômes de sevrage aux benzodiazépines à longue demi-vie peut être retardé d'un délai allant jusqu'à trois semaines, tandis que les symptômes de sevrage d’anxiolytiques à courte durée d'action se manifestent souvent tôt, généralement dans les 24 à 48 heures. Bien que la nature des symptômes de sevrage varie souvent peu en fonction de la dose, les symptômes ont tendance à être plus graves lorsque le sevrage est fait à partir de doses plus élevées.
Une réémergence des symptômes durant la journée ou un effet rebond peut survenir lorsqu'un état de dépendance s'installe. La « réémergence » fait référence au retour de symptômes pour lesquels le médicament a été initialement prescrit, l'« effet rebond », d'un autre côté, caractérise un retour de ces symptômes à un niveau plus intense qu'auparavant. Le syndrome de sevrage peut également survenir entre chaque dose, en particulier pour les benzodiazépines à demi-vie plus courte, les symptômes se manifestant à mesure que les effets d'une prise s'estompent et disparaissant lors de la prochaine prise. S'il n'est pas pris en charge de manière adaptée, ce phénomène peut entraîner l'instauration d'un cercle vicieux chez le consommateur.
Des symptômes de sevrage diurnes peuvent survenir après quelques jours à quelques semaines d’administration nocturne de benzodiazépines, ou de Z-drugs tels que la zopiclone ou le zolpidem ; l'insomnie liée au sevrage est souvent pire que celle pour laquelle le traitement a été débuté, même lorsque l'utilisation d'hypnotique n'est qu'occasionnelle.
Les symptômes suivants peuvent apparaître lors d'une réduction progressive ou brusque de la posologie :
- Acouphènes[34]
- Aphasie légère ou modérée[35]
- Augmentation de la durée totale de sommeil paradoxal[36]
- Akathisie
- Anxiété et agitation[37], attaques de panique[1],[38]
- Bouffées de chaleur ou sueurs froides[38]
- Cauchemars[39]
- Courbatures[38]
- Douleurs thoraciques[38]
- Dépersonalisation[40] et déréalisation[41]
- Dépression[42]
- Pupilles dilatées[21]
- Étourdissements[38]
- Bouche sèche[38]
- Dysphorie[43],[44]
- Élévation de la pression artérielle[45]
- Fatigue et faiblesse musculaire[38]
- Hyperacousie[46],[47]
- Hypotension orthostatique[39]
- Hyperosmie[35]
- Hypertension[48]
- Hallucinations hypnagogiques[49]
- Hypocondrie[38]
- Insomnie[39]
- Sensibilité accrue au toucher[41]
- Pollakiurie[38]
- Trouble de la mémoire et de la concentration[1],[38]
- Perte d'appétit[50]
- Perte de poids[50]
- Sautes d'humeur[38]
- Spasmes musculaires, crampes, inconfort physique, fasciculations[51]
- Troubles gastro-intestinaux (nausées, diarrhées, vomissements)[39],[52],[53]
- Troubles auditifs[38]
- Maux de tête[1]
- Trouble obsessionnel compulsif[54],[55]
- Paresthésies[38],[41],[35],[5],[56]
- Paranoïa[35]
- Transpiration excessive[1]
- Photophobie[35]
- Syndrome des jambes sans repos[23]
- Troubles du goût et de l'odorat[38]
- Tachycardie[57]
- Tremblements[58],[59]
- Troubles visuels[41]
- Vision floue[38]

Un arrêt rapide peut entraîner un syndrome plus grave :
- Catatonie[60],[61],[62]
- Confusion mentale[37]
- Convulsions, potentiellement létales[37],[63],[64]
- Coma[65] (dans de rares cas)
- Trouble apparenté au delirium tremens[66],[67]
- Hyperthermie[39]
- Manie[68],[69]
- Trouble apparenté au syndrome malin des neuroleptiques[70],[71] (dans de rares cas)
- Trouble mental organique[72]
- Syndrome de stress post-traumatique[23]
- Psychose[73],[74]
- Pensées suicidaires[75] ou suicide[76]
- Violences et agressions[38],[77]

À mesure que le sevrage progresse, les patients constatent souvent que leur santé physique et mentale, leur humeur et leur cognition s'améliorent.

## Mécanismes biologiques
Les processus neuroadaptatifs impliqués dans les mécanismes de tolérance, de dépendance et de sevrage impliquent à la fois les systèmes GABAergique et glutamatergique. L'acide gamma-aminobutyrique (le GABA) est le principal neurotransmetteur inhibiteur du système nerveux central; environ un quart à un tiers des synapses possèdent des recepteurs GABA. Le GABA assure la médiation de l'afflux d'ions chlorure par les canaux chlorure ligaturés, appelés récepteurs GABAA. Lorsque le chlorure pénètre dans la cellule nerveuse, le potentiel de la membrane cellulaire induit une hyperpolarisation, inhibant ainsi la dépolarisation, autrement dit la réduction du taux de décharge spontané de la cellule nerveuse post-synaptique. Les benzodiazépines potentialisent l'action du GABA, en se liant à un site entre les sous-unités α et γ des récepteurs GABRA5, augmentant ainsi la fréquence d'ouverture des canaux chlorures en présence de GABA.
Lorsque la potentialisation est soutenue par une utilisation à long terme, des neuroadaptations se produisent, ce qui entraîne une diminution de la réponse GABAergique. On constate notamment que les taux de protéines de surface des récepteurs GABAA sont modifiés en réponse à l'exposition aux benzodiazépines, tout comme le taux de renouvellement des récepteurs. La raison exacte de la réactivité réduite n'est pas connue, mais une baisse du nombre de récepteurs n'a été observée qu'à certains emplacements, notamment dans la pars reticulata de la substance noire ; la baisse du nombre de récepteurs et le processus d'internalisation ne semble toutefois pas généralisé à toutes les zones cérébrales Des preuves existent vis-à-vis d'autres hypothèses, indiquant notamment des altérations dans la conformation des récepteurs, des variations dans le taux de renouvellement, de recyclage ou de production, dans le degré de phosphorylation et de l'expression des gènes au sein des récepteurs, des changements dans la composition des sous-unités, une diminution des mécanismes de couplage entre le GABA et le site des benzodiazépines, une diminution de la production de GABA et une augmentation compensatoire de l'activité glutamatergique. Une des hypothèse proposées pour un modèle unifié implique une internalisation du récepteur, suivie d'une dégradation préférentielle de certaines sous-unités de récepteur, provoquant l'activation des structures nucléaires de la cellule, ce qui induit à son tour des changements dans la transcription du gène du récepteur.
Il a été postulé que lorsque les benzodiazépines sont éliminées du cerveau, ces neuroadaptations sont en quelque sorte « démasquées », ce qui conduit à une excitabilité du neurone auquel il manque l'opposition. Le glutamate est le neurotransmetteur excitateur le plus abondant dans le système nerveux des vertébrés. L'augmentation de l'activité excitatrice du glutamate pendant le sevrage peut entraîner une sensibilisation ou une surexcitation du système nerveux central, pouvant conduire à une dégradation de la cognition et une aggravation des symptômes, tout en empirant les périodes de sevrage ultérieure,,. Ceux qui ont des antécédents de sevrage aux benzodiazépines sont donc moins susceptibles de réussir leur prochain sevrage.

## Diagnostic
Dans de graves cas, les réactions consécutives au sevrage aigu ou à long terme peuvent exacerber ou ressembler à des troubles médicaux ou psychiatriques sévères tels que la manie, la schizophrénie, le trouble anxieux généralisé, les crises épileptiques partielles et, particulièrement à des doses élevées, les troubles convulsifs. Un praticien qui n'est pas à même de reconnaître le syndrome de sevrage pourra à tort penser que la condition du patient nécessite un traitement aux benzodiazépines, ce qui peut conduire à l'échec du processus de sevrage et à la réintroduction de la benzodiazépine parfois à des doses plus élevées qu'à l'origine. En général, les affections préexistantes et celles qui ont amené au traitement ne s'améliorent pas au cours de celui-ci, les symptômes de sevrage prolongé, en revanche, s'atténuent progressivement durant les mois suivant le retrait.
Les symptômes peuvent ne pas avoir de cause psychologique, ils peuvent varier en intensité selon les périodes, jusqu'à une éventuelle récupération,.

## Prévention
Selon le British National Formulary (BNF), il est mieux de se sevrer trop lentement plutôt que trop rapidement des benzodiazépines. La réduction de la posologie doit se faire de telle sorte à ce que les symptômes ne soit pas trop intenses et sévères. Une diminution lente et minutieuse du dosage peut, à terme, réduire le risque de développer un syndrome prolongé de sevrage.
Les benzodiazépines à demi-vie longue comme le diazépam ou le chlordiazépoxide sont préférables à celles dont la demi-vie est courte car elles minimisent l'incidence des effets de rebond et sont disponibles sous des formes à faibles doses. Certaines personnes peuvent ne pas voir leur état se stabiliser complètement entre chaque réduction de dose, même lorsque le sevrage est effectué lentement. Ces patients ont parfois simplement besoin de poursuivre le processus de sevrage car il se peut que leurs symptômes ne s'améliorent que des suites de l'arrêt du traitement.

## Gestion des symptômes

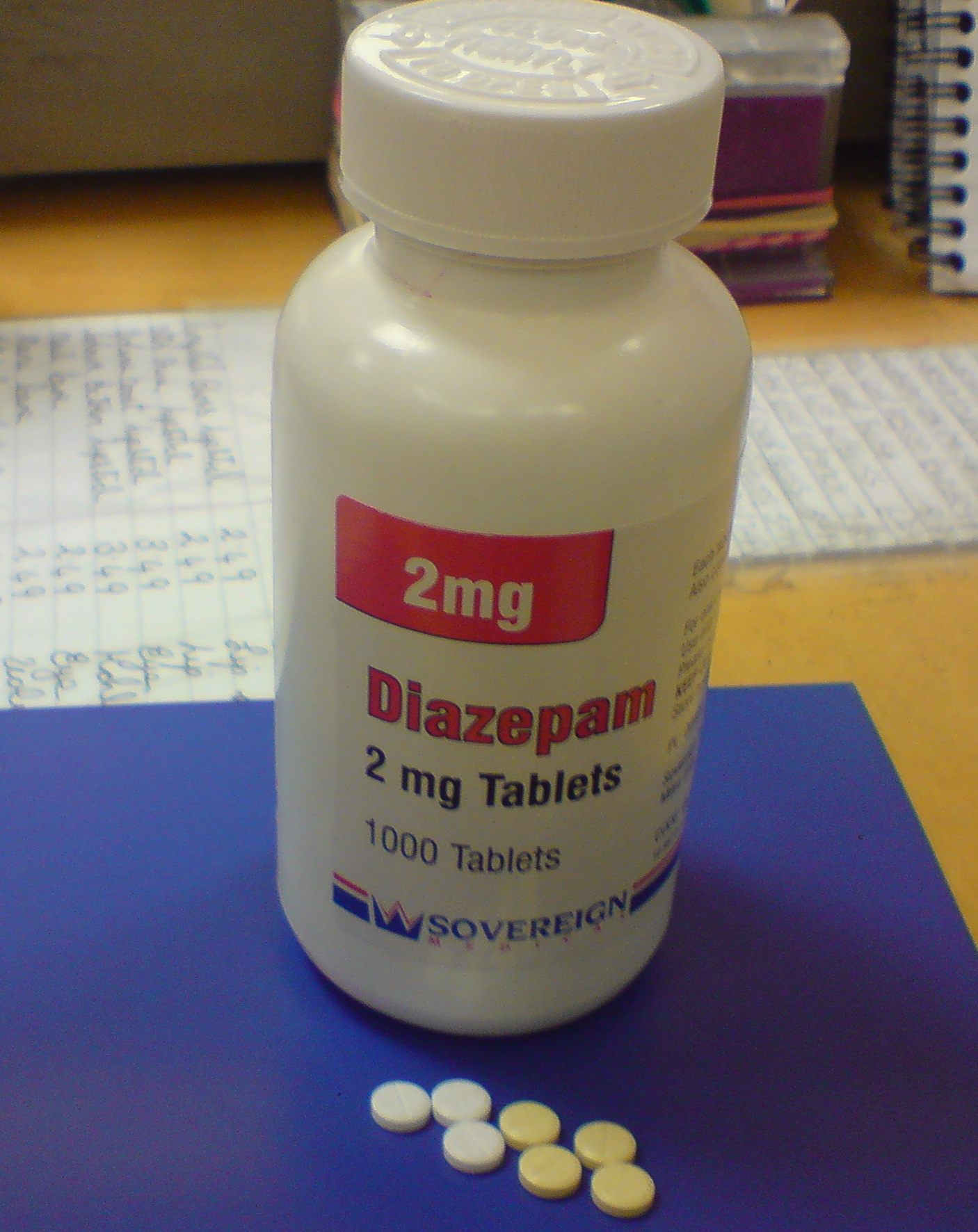
Les comprimés de diazépam, à hauteur de 2 mg et 5 mg, sont communément utilisés dans le sevrage aux benzodiazépines.

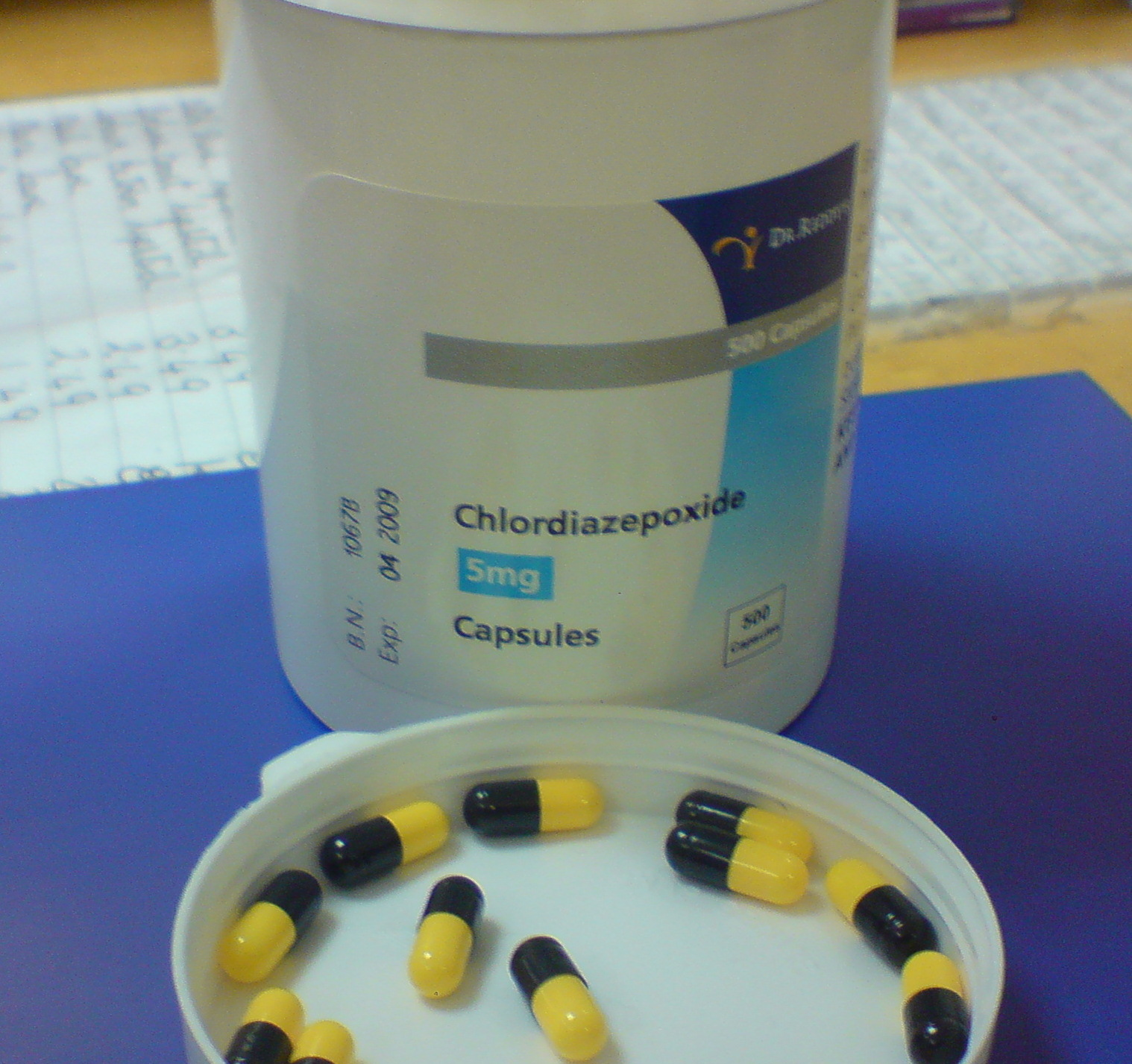
Le chlordiazépoxide, ici présenté sous forme de capsules de 5 mg, est parfois utilisé comme alternative au diazépam pour le sevrage des benzodiazépines. Comme le diazépam, il a une demi-vie longue et des métabolites actifs à longue durée d'action.

Il importe de considérer l'âge, les troubles comorbides et le parcours clinique du patient dont il est question de sevrer. Une intervention psychologique peut apporter des bénéfices significatifs en cas de réduction progressive du dosage ou bien à la suite de sa cessation. Les interventions de ce type ayant fait l'objet d'études incluent les séances de relaxation, la thérapie cognitivo-comportementale dans le traitement de l'insomnie ainsi que l'autosurveillance des symptômes et de la consommation, l'établissement d'objectifs personnels, la gestion du sevrage et celle de l'anxiété associée. Il n'y a pas d'« approche standard » en ce qui concerne la gestion du sevrage. N'importe qui est en mesure de se sevrer, à condition d'en avoir la motivation et moyennant une méthode adaptée. Toutefois, un syndrome de sevrage prolongé et sévère peut avoir des conséquences dramatiques sur la vie sociale d'un individu, parfois à l'origine de divorces, de faillites, banqueroutes, admissions à l'hôpital et dans certains cas, au suicide. De fait, les utilisateurs de longue date ne devraient pas être forcés au sevrage contre leur gré. Un sevrage trop rapide, le manque de renseignement et l'absence de mesures destinées à rassurer l'individu face aux symptômes de sevrage est susceptible d'entraîner une souffrance psychique intense, notamment une panique et une peur de perte de contrôle qui, par la suite, peut amener au développement de troubles similaires au trouble post-traumatique. Un sevrage de longue durée accompagné dans son cours par des membres de la famille, de proches amis et collègues améliore l'issue du sevrage.

### Médicaments
Bien que certaines pharmacothérapies de substitution puissent être prometteuses dans la gestion du syndrome, les informations actuellement disponibles sont insuffisantes pour étayer leur utilisation. Certaines études ont montré qu'une substitution brutale par la pharmacothérapie est en fait moins efficace que la réduction progressive de la dose seule, et seules trois études ont démontré les avantages de l'utilisation de la mélatonine, de la paroxétine, ou de la trazodone et du valproate en conjonction avec la réduction progressive de la dose.
- Les antipsychotiques sont généralement inefficaces contre la psychose liée au sevrage des benzodiazépines[102]. Les antipsychotiques devraient être évités durant le sevrage aux benzodiazépines car ils ont tendance à aggraver les symptômes de sevrage, y compris les convulsions[103],[104],[105]. L'utilisation de certains agents antipsychotiques peut être plus risquée que pour d'autres pendant le sevrage, en particulier pour ce qui est de la clozapine, de l'olanzapine ou les phénothiazines de faible puissance (par exemple, la chlorpromazine), car ils abaissent le seuil épileptique et peuvent aggraver les effets de sevrage ; leur utilisation requiert une extrême prudence[106].
- Les barbituriques présentent une tolérance croisée aux benzodiazépines et doivent généralement être évités ; l'utilisation du phénobarbital dans la gestion du sevrage s'avère cependant relativement sûre[107] (voir ci-dessous).
- Les benzodiazépines ou les médicaments à tolérance croisée devraient être évités après l'arrêt, même occasionnel. Il s'agit notamment des non-benzodiazépines, dont le mécanisme d'action est similaire. En effet, il a été démontré que la tolérance aux benzodiazépines est toujours présente quatre mois à deux ans après le retrait, selon les cas. La réexpositions aux benzodiazépines à la suite du sevrage entraîne généralement une réémergence des symptômes de tolérance et de sevrage aux benzodiazépines[108],[109].
- Le bupropion, principalement utilisé comme antidépresseur et dans le cadre du sevrage tabagique, est contre-indiqué chez les personnes qui subissent un sevrage brutal des benzodiazépines ou d'autres sédatifs-hypnotiques (dans le cas de l'alcool par exemple), en raison d'un risque accru de convulsions[110].
- L'augmentation du traitement par buspirone ne s'est pas révélée efficace dans l'augmentation des taux de réussite du sevrage[7].
- La caféine est susceptible d'aggraver les symptômes de sevrage en raison de ses propriétés stimulantes[5]. Au moins une étude animale a montré une certaine modulation du site des benzodiazépines par la caféine, ce qui entraîne une baisse du seuil épileptique[111].
- La carbamazépine, un antiépileptique, semble avoir des effets bénéfiques dans le traitement et la gestion du sevrage aux  benzodiazépines ; cependant, la recherche la concernant étant limitée, sa recommandation par les professionnels de santé n'est pas possible dans le cadre du sevrage.
- L'utilisation d'éthanol, alcool principalement présent dans les boissons alcoolisées, de façon même faible ou modérée, s'est révélé être un indicateur fiable d'échec du processus de sevrage, probablement en raison de sa tolérance croisée avec les benzodiazépines[112].
- Il a été démontré que le flumazénil stimule l'annulation de la tolérance et la normalisation de la fonction des récepteurs GABA. Cependant, des recherches supplémentaires sont nécessaires sous la forme d'études randomisées pour démontrer son rôle dans le traitement du sevrage aux benzodiazépines. Le flumazénil stimule la régulation à la hausse et inverse le découplage des récepteurs des benzodiazépines au récepteur GABAA, annulant ainsi la tolérance et réduisant les symptômes de sevrage et les taux de rechute[113],[114]. Les recherches et études à ce sujet et au sujet des risques impliqués sont limitées, la méthode de détoxication au flumazénil est source de controverse et ne peut être effectuée que dans le cadre d'hospitalisations sous surveillance médicale.

Le flumazénil s'est révélé plus efficace que le placebo pour réduire les sentiments d'hostilité et d'agressivité chez les patients dépendants n'ayant pas eu accès aux benzodiazépines pendant 4 à 266 semaines. Le flumazénil a donc un intérêt dans le traitement du syndrome prolongé de sevrage aux benzodiazépines.
Une étude (Lader et Morton) a été menée sur les effets de l'antagoniste des récepteurs aux benzodiazépines, le flumazénil, sur les symptômes de sevrage persistants. Les sujets de l'étude n'avaient pas consommé de benzodiazépines depuis un mois à cinq ans, mais tous ont signalé des effets de sevrage persistants à des degrés divers. Les symptômes persistants comprenaient des troubles de la pensée, de la fatigue, des symptômes musculaires tels que de la tension cervicale, de la dépersonnalisation, des crampes et des tremblements et des troubles perceptuels caractéristiques du sevrage aux benzodiazépines, à savoir, sensation d'épingles et d'aiguilles, brûlure de la peau, douleur et sensations subjectives de distorsion corporelle. L'étude contrôlée par placebo a révélé la thérapie à base 0,2 – 2 mg de flumazénil par voie intraveineuse efficace dans la diminution des symptômes. Les antagonistes des récepteurs aux benzodiazépines étant en général des substances neutres sans effet clinique particulier, leur utilisation peut s'avérer intéressante car elle comporte peu de risque. L'auteur de l'étude a suggéré que l'explication la plus probable était que l'utilisation antérieure de benzodiazépines et la tolérance subséquente avait verrouillé la conformation du complexe des récepteurs GABA-benzodizépines dans une conformation agoniste inverse, l'antagoniste flumazénil, lui, rétablit les récepteurs aux benzodiazépines à leur sensibilité d'origine. Le flumazénil s'est révélé être un traitement efficace du syndrome de sevrage prolongé aux benzodiazépines, cela dit, des recherches supplémentaires sont nécessaires. Une étude réalisée par le professeur Borg en Suède a produit des résultats similaires chez des patients souffrant d'un syndrome prolongé de sevrage. En 2007, Hoffmann – La Roche, fabricant du flumazénil, a reconnu l'existence du syndrome de sevrage prolongé aux benzodiazépines, mais n'a pas recommandé le flumazénil pour traiter la maladie.
- Il a été constaté que les antibiotiques tels que la fluoroquinolone[118],[119],[120] augmentent la toxicité sur le SNC de 1% à 4% dans la population générale, pour la population dépendante des benzodiazépines ou pour celles qui s'en sèvre. Ceci est vraisemblablement le résultat de leurs effets antagonistes au GABA car ils se sont avérés perturber l'arrivée des benzodiazépines à leurs sites récepteurs. Cet antagonisme peut précipiter un syndrome de sevrage aigu pouvant persister pendant des semaines ou des mois avant de disparaître. Les symptômes comprennent la dépression, l'anxiété, la psychose, la paranoïa, l'insomnie sévère, les paresthésies, les acouphènes, l'hypersensibilité à la lumière et au son, les tremblements, l'état de mal épileptique, des pensées suicidaires pouvant mener à la tentative de suicide. Les antibiotiques à base de fluoroquinolone sont contre-indiqués chez les patients qui subissent le sevrage aux benzodiazépines ou qui en dépendent[5],[121],[122],[123],[124]. Les AINS ont de légères propriétés antagonistes au GABA et la recherche animale indique que certains peuvent même éloigner les benzodiazépines de leur site de liaison. Il est clair, cependant, que les AINS pris en association avec des fluoroquinolones provoquent une augmentation très significative de l'antagonisme au GABA, de la toxicité au GABA, des convulsions et d'autres effets indésirables graves[125],[126],[127].
- L'imidazénil a fait l'objet de recherches pour la gestion du sevrage aux benzodiazépines, mais n'est actuellement pas utilisé pour le sevrage[128].
- L'imipramine s'est avérée augmenter statistiquement le taux de réussite au sevrage[7].
- L'utilisation de mélatonine s'est avérée augmenter statistiquement le taux de réussite au sevrage pour les personnes souffrant d'insomnie.
- Le phénobarbital, (un barbiturique), est utilisé dans des centres de « désintoxication » ou autres établissements hospitaliers en Amérique afin de prévenir les convulsions lors d'un sevrage trop rapide ou lors d'un arrêt brutal. Le traitement au phénobarbital est lui même suivi d'un sevrage progressif durant une à deux semaines, bien qu'un sevrage lent lui soit préféré[21]. Dans une étude comparative, un sevrage rapide à l'aide de benzodiazépines s'est révélé d’efficacité supérieure à un sevrage rapide au phénobarbital[129],[130].
- Le prégabaline peut aider à réduire la gravité des symptômes de sevrage des benzodiazépines[131] et à réduire le risque de rechute[132].
- L'utilisation de progestérone s'est avérée inefficace pour gérer le sevrage des benzodiazépines.
- Le propranolol ne s'est pas avéré augmenter le taux de réussite du sevrage.
- Les antidépresseurs ISRS se sont avérés avoir peu de valeur dans le traitement du sevrage aux benzodiazépines[133].
- Il n'a pas été constaté que la trazodone augmentait le taux de réussite du sevrage.

### Traitement hospitalier
Les centres de désintoxication ou de réadaptation peuvent s'avérer inappropriés pour ceux qui sont devenus tolérants ou dépendants à la suite de la prise du médicament comme prescrit, par opposition à ceux qui en font une utilisation récréative. L'orientation vers de telles structures hospitalières peut s'avérer traumatisante pour ceux qui ne souffrent pas de toxicomanie.

## Pronostic
Dans une étude britannique, le taux de réussite d'une intervention légère où un sevrage rapide est d'abord tenté, suivi d'un arrêt systématique progressif en cas d'échec du premier essai, varie de 25% à 100% avec une médiane de 58%. La thérapie cognitivo-comportementale s'avère utile dans l'amélioration des taux de succès en cas de trouble panique, la mélatonine en cas d'insomnie, tout comme le flumazénil et le valproate de sodium de façon générale. Un suivi sur dix ans a révélé que plus de la moitié de ceux qui s'étaient sevrés avec succès à la suite d'une utilisation à long terme étaient toujours abstinents deux ans plus tard, et que s'ils étaient capables de maintenir cet état à deux ans, ils étaient également susceptibles de le maintenir après dix ans. Une autre étude a révélé qu'après un an d'abstinence à la suite d'une utilisation à long terme, les déficiences cognitives, neurologiques et intellectuelles étaient revenues à la normale.
Ceux ayant préalablement reçu un diagnostic psychiatrique ont montré des taux de réussite similaires à la suite d'un arrêt progressif, et sur un suivi de deux ans,. Le retrait des benzodiazépines ne s'est pas révélé entraîner d'augmentation de l'utilisation d'antidépresseurs.

### Processus de sevrage
Le sevrage aux benzodiazépines à action courte ou intermédiaire peut s'avérer être très difficile en raison de l'intensité des effets de rebond ressentis entre les doses,,,. De plus, les benzodiazépines à action brève semblent mener à un syndrome de sevrage plus intense. De ce fait, il est souvent conseillé de substituer la benzodiazépine de demi-vie courte à une benzodiazépine de demi-vie plus longue telle de le diazépam ou le chlordiazépoxide. Il est important de respecter l'équivalence des doses car le fait de ne pas administrer la dose correcte peut précipiter une réaction de sevrage grave. Les benzodiazépines dont la demi-vie est supérieure à 24 heures comprennent le chlordiazépoxide, le diazépam, le clobazam, le clonazépam, l'acide chlorazépinique, le kétazolam, le médazépam, le nordazépam et le prazépam. Les benzodiazépines dont la demi-vie est inférieure à 24 heures comprennent l'alprazolam, le bromazépam, le brotizolam, le flunitrazépam, le loprazolam, le lorazépam, le lormétazépam, le midazolam, le nitrazépam, l'oxazépam et le témazépam. La dose équivalente résultante est ensuite progressivement réduite. La méthode de sevrage utilisée dans le protocole de Heather Ashton appelle à éliminer 10% de la dose restante toutes les deux à quatre semaines, selon les réactions et la sévérité des symptômes, la dose finale étant de 0,5 mg de diazépam équivalant à 2,5 mg de chlordiazépoxide.

### Durée
À la suite de la prise de la dernière dose, la phase aiguë du sevrage dure généralement aux alentours de deux mois, bien que les symptômes de sevrage, même à faible dose, puissent persister pendant six à douze mois, s'améliorant progressivement au cours de cette période,. Cependant, des symptômes de sevrage notables peuvent persister pendant des années, bien qu'ils diminuent progressivement.
Un essai clinique de patients traités à l'alprazolam pendant une période aussi brève que huit semaines a déclenché des symptômes prolongés de déficits de mémoire toujours présents jusqu'à huit autres semaines après l'arrêt de l'alprazolam.

### Syndrome de sevrage prolongé
Le syndrome de sevrage prolongé fait référence à des symptômes qui persistent pendant des mois, voire des années après l'arrêt de la prise. Une importante minorité de personnes cessant de prendre des benzodiazépines, de 10% à 15%, souffrent d'un syndrome de sevrage prolongé s'avérant parfois grave. Les symptômes peuvent comprendre des acouphènes, une psychose, des déficits cognitifs, des troubles gastro-intestinaux, de l'insomnie, des paresthésies (picotements et engourdissements), des douleurs (généralement dans les membres et les extrémités), des douleurs musculaires, des faiblesses, de la tension, des tremblements douloureux, des crises d'agitation, des secousses, des vertiges et des blépharospasmes qui peuvent survenir même sans antécédents préexistants. Les acouphènes survenant lors de la réduction de la dose ou de l'arrêt des benzodiazépines sont parfois soulagés par la reprise des benzodiazépines. Les étourdissements sont souvent signalés comme étant le symptôme de sevrage qui dure le plus longtemps.
D'après une étude, le syndrome prolongé de sevrage est une condition iatrogène bien réelle. Les causes des symptômes persistants résident en une combinaison de facteurs pharmacologiques tels que des changements persistants dans les récepteurs induits par le médicament, des facteurs psychologiques à la fois causés par le médicament ou d'origine distincte et éventuellement, dans certains cas, en particulier chez les utilisateurs de doses élevées, des lésions cérébrales structurelles ou des lésions neuronales structurelles. Les symptômes continuent de s'améliorer avec le temps, et les patients autrefois atteints finissent souvent par reprendre une vie normale, même après des années d'incapacité.
Un sevrage lent réduit considérablement le risque d'installation d'un état de sevrage prolongé ou grave. Le sevrage prolongé peut être ponctué de bonnes et de mauvaises périodes. Il est parfois possible de constater des changements physiologiques au cours d'un syndrome prolongé de sevrage ; ceux-ci incluent des pupilles dilatées ainsi qu'une augmentation de la tension artérielle. Il a été proposé que la fluctuation des symptômes soit due à des changements dans la sensibilité des récepteurs au GABA au cours du processus de diminution de la tolérance. Une méta-analyse a révélé que les troubles cognitifs dus à l'utilisation des benzodiazépines s'améliorent généralement après six mois de sevrage, mais les troubles cognitifs résultants peuvent être permanents ou nécessiter plus de six mois pour se résorber.

## Épidémiologie
La gravité et la durée du syndrome de sevrage sont probablement déterminées par divers facteurs, notamment le rythme auquel le produit est diminué, la durée d'utilisation et la posologie, ainsi que de possibles facteurs génétiques,. Les personnes ayant fait l'objet d'un sevrage sont susceptibles d'avoir un système nerveux sensibilisé ou surexcité, ce qui peut amener à une détérioration de la cognition et des symptômes et rendre plus difficile tout processus de sevrage ultérieur,,,.